# Elizabeth Russell, Baroness Russell

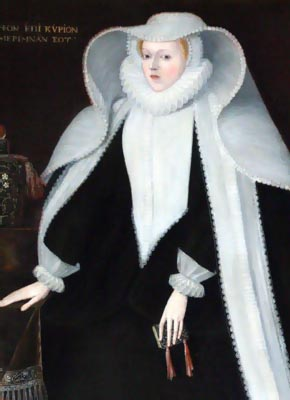
Porträt von Elizabeth Russell, Great Hall, Bisham Abbey, Berkshire

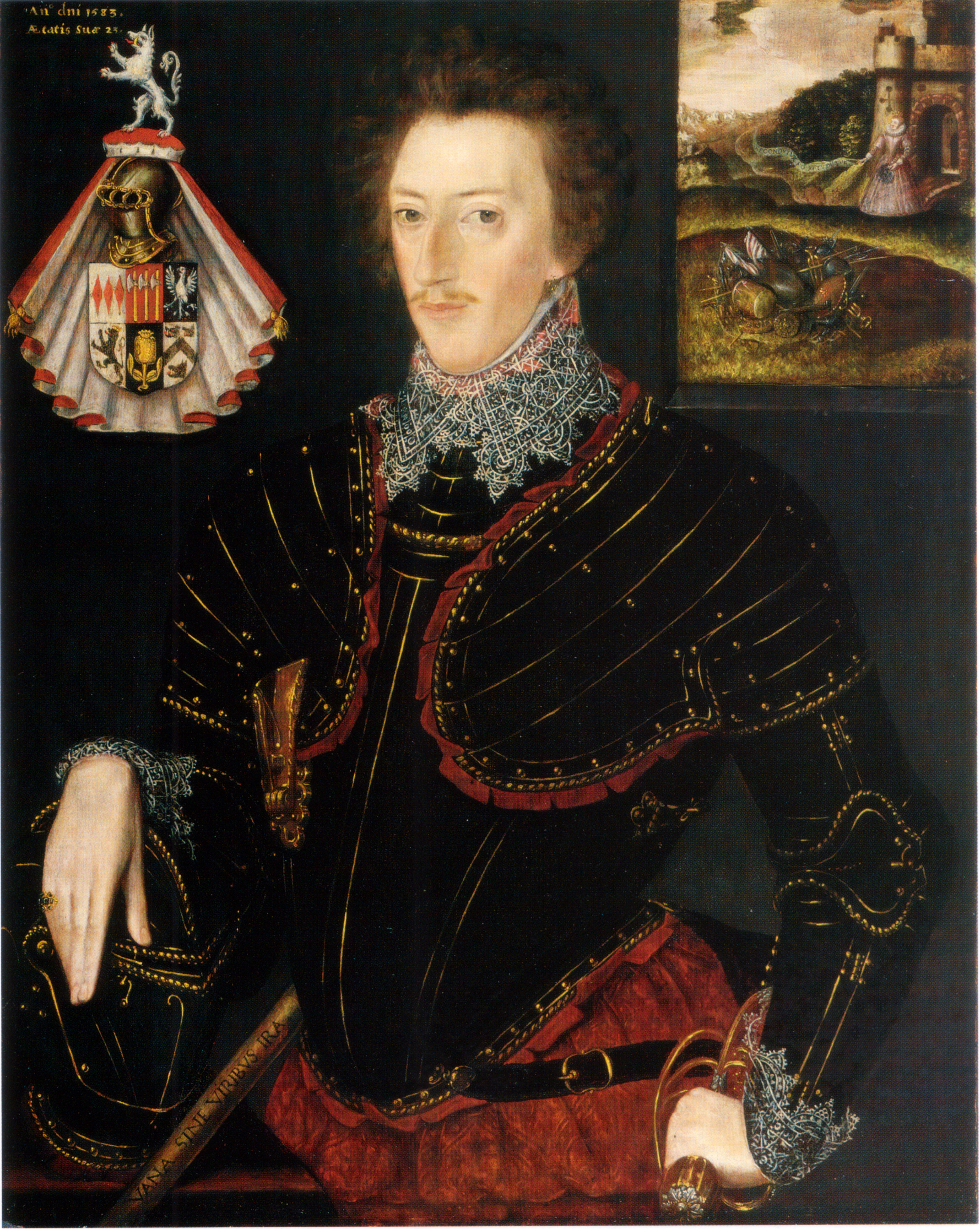
Ihr Sohn Sir Edward Hoby, unbekannter Künstler, 1583

Elizabeth Russell, Baroness Russell, vorher Elizabeth Hoby, Lady Hoby, geborene Cooke (* 1528; † um Mai 1609 in Bisham, Berkshire) war eine englische Adlige am Hof von Königin Elisabeth I. Sie war für ihre raffinierte Poesie und ihr musikalisches Talent bekannt.

## Leben
Elizabeth war die dritte Tochter des Unterhausabgeordneten Sir Anthony Cooke († 1566), Gutsherr von Gidea Hall bei Romford in Essex, der Tutor von Edward VI. war. Cooke war Humanist und sorgte dafür, dass seine insgesamt fünf Töchter einen für die damalige Zeit außergewöhnlich hohen Bildungsgrad erwarben. Elizabeths Schwester Anne Cooke, Gattin des Sir Nicholas Bacon, wurde eine namhafte Gelehrte. Elizabeth beherrschte Französisch und auch Latein.
Am 27. Juni 1558 heiratete Elizabeth Thomas Hoby, Gutsherr von Bisham Abbey in Berkshire, der bekannt ist als der Übersetzer ins Englische von Baldassare Castigliones Il Libro del Cortegiano („das Buch vom Hofmann“) und Autor eines daraus abgeleiteten Werks The Courtyer (1561). Im März 1566 wurde er zum Ritter geschlagen, wodurch Elisabeth den Titel Lady Hoby erhielt, und wurde Botschafter in Frankreich. Das Paar siedelte daher nach Paris über, wo Thomas Hoby allerdings bereits im Juli verstarb. Elizabeth erhielt einen persönlichen Kondolenzbrief von Königin Elisabeth I.
Elizabeth und Thomas Hoby hatten vier Kinder: Sir Edward Hoby (1560–1617), zwei 1571 im Kindesalter verstorbene Mädchen und einen nach Hobys Tod zur Welt gekommenen zweiten Sohn, der nach dem Vater Thomas Posthumus Hoby (1566–1640) genannt wurde. In der Pfarrkirche von Bisham in Berkshire errichtete Elizabeth Hoby eine Gedenkkapelle für ihren verstorbenen Mann.
1574 wurde sie ein zweites Mal verheiratet, diesmal mit John Russell, Lord Russell († 1584), dem ältesten überlebenden Sohn und Erben von Francis Russell, 2. Earl of Bedford. Im Januar 1581 wurde ihrem Gatten vorzeitig der nachgeordnete Titel seines Vaters als 3. Baron Russell übertragen, wodurch Elizabeth den Titel Baroness Russell erhielt. Aus dieser zweiten Ehe entstammten zwei Töchter, Anne und Elizabeth. Eine in Magazinen über die Jahrhunderte gepflegte Legende besagt, dass sie auch einen Sohn hatte, den sie wegen seiner Widerspenstigkeit beim Unterricht und des Beschmierens seiner Hefte so bestrafte, dass er an den Folgen ihrer zahlreichen Schläge starb, aber dies kann nicht verifiziert werden. Die Legende behauptet aber, dass ihr reuiger Geist in Bisham Abbey spukt. Da John Russell schon 1584, noch vor seinem Vater, starb, wurde er nie Earl of Bedford und sie entsprechend nicht Countess of Bedford.
Über ihre ältere Schwester Mildred Cooke (1524–1589) hatte sie weitere verwandtschaftliche Beziehungen: William Cecil, 1. Baron Burghley war ihr Schwager, und Robert Cecil, 1. Earl of Salisbury ihr Neffe. In Folge wurde sie auch in Rechtsstreitigkeiten und Auseinandersetzungen verwickelt, da sie für sich selbst und für Freunde Vorteile suchte. Ihr Sohn Thomas Posthumus wurde Lord Burghleys Protégé.
Sie war eine Zeit lang eine Favoritin der Königin und im Sommer 1592 beherbergte sie die Monarchin sechs Tage lang in Bisham Abbey. Das Privy Council trat ebenfalls dort zusammen. Bei diesem Besuch wurde ein von Elizabeth Russell verfasstes Unterhaltungsstück aufgeführt, in dem auch ihre Töchter auftraten. In einer Untersuchung wurde herausgearbeitet, dass damit auch eine gezielt politische Aussage propagiert wurde, in der Hofdamen der Königin als die geeigneteren Unterstützerinnen ihrer Ziele dargestellt wurden.
Die Königin war angeblich Patin für zwei von Elizabeths Kindern. 1595 stellte sie jedoch fest, dass sie die Königin nur noch in der Kirche zu sehen bekam. Im Juni 1600 hatte sie ihre Gunst offenbar zurückgewonnen, als die Königin der Hochzeit ihrer Tochter in Blackfriars beiwohnte.
Elizabeth war für ihr Mäzenatentum bekannt, insbesondere für den Komponisten John Dowland. Sie übersetzte zudem ein 1605 unter dem Titel A way of reconciliation touching the true nature and substance of the body and blood of Christ in the sacrament gedrucktes Werk aus dem Französischen und verfasste Grabinschriften in Griechisch, Lateinisch und Englisch.
1596 war sie gegen den Wiederaufbau des Blackfriars Theatre, da sie als gläubige Puritanerin Live-Theater nicht guthieß. Sie verfasste dann auch eine Petition gegen das neue Theater und einige der Unterzeichner waren Geschäftskollegen von Shakespeare selbst. Letztlich scheiterte sie.
Später im Leben wurde sie streitlustig und verfolgte Missstände auf dem Rechtsweg, nicht immer erfolgreich. Elizabeth Russell soll auch gegenüber vermeintlich "rivalisierenden" Landeignern in Bedfordshire ähnlich rabiat gewesen sein, wozu Entführungen und andere körperlich Gewalt oder Urkundenfälschungen eingesetzt worden sein sollen. Das damit überlieferte Bild skizziert eine ehrgeizige Frau, die darauf bedacht war, eigenen Besitz zu erwerben und zu schützen. Sie war auch die erste weibliche Hüterin eines eigenen Castles in England, Donnington Castle.
Elizabeth starb in ihrem Anwesen in Bisham, Berkshire, und wurde am 2. Juni 1609 in der Hoby Chapel der Allerheiligenkirche in Bisham beigesetzt, wo für sie ein großartiges Monument errichtet wurde.

## Nachleben
Das umfangreiche Schriftgut von Elizabeth Russell, bestehend neben dem übersetzten Werk aus Korrespondenz, handschriftlichen Gedichte, monumentalen Inschriften und Elegien, Gerichtsauftritten und zeremoniellen Aufführungen wie beim Besuch der Königin ist überliefert und ediert.
Judy Chicago widmete ihr eine Inschrift auf den dreieckigen Bodenfliesen des Heritage Floor ihrer Installation The Dinner Party. Die mit dem Namen Elizabeth Hoby beschrifteten Porzellanfliesen sind dem Platz mit dem Gedeck für Elisabeth I. zugeordnet.